# Дуловце
Дуловце (словац. Dulovce) — село в окрузі Комарно Нітранського краю Словаччини. Площа села 12,38 км². Станом на 31 грудня 2015 року в селі проживало 1735 жителів.

## Історія
Перші згадки про село датуються 1356 роком.

## Населення
| Рік:            | 1994. | 2004.   | 2014.   | 2024.    |
| --------------- | ----- | ------- | ------- | -------- |
| Кількість осіб: | 1901  | 1859    | 1778    | 1598     |
| Різниця:        |       | -2,20 % | -4,35 % | -10,12 % |

| Рік:            | 2023. | 2024.   |
| --------------- | ----- | ------- |
| Кількість осіб: | 1620  | 1598    |
| Різниця:        |       | -1,35 % |